# Corts de València (1437-1438)
Les Corts de València de 1437-1438, corts generals del regne de València, foren convocades per l'infant Joan, rei de Navarra, com a lloctinent general del regne, el dia 15 de desembre de 1436, a Castellfabib estant, per a reunir-se a València el 15 de gener de 1437, però foren posposades fins al 20 de febrer, dia en què es van inaugurar a la catedral de València.

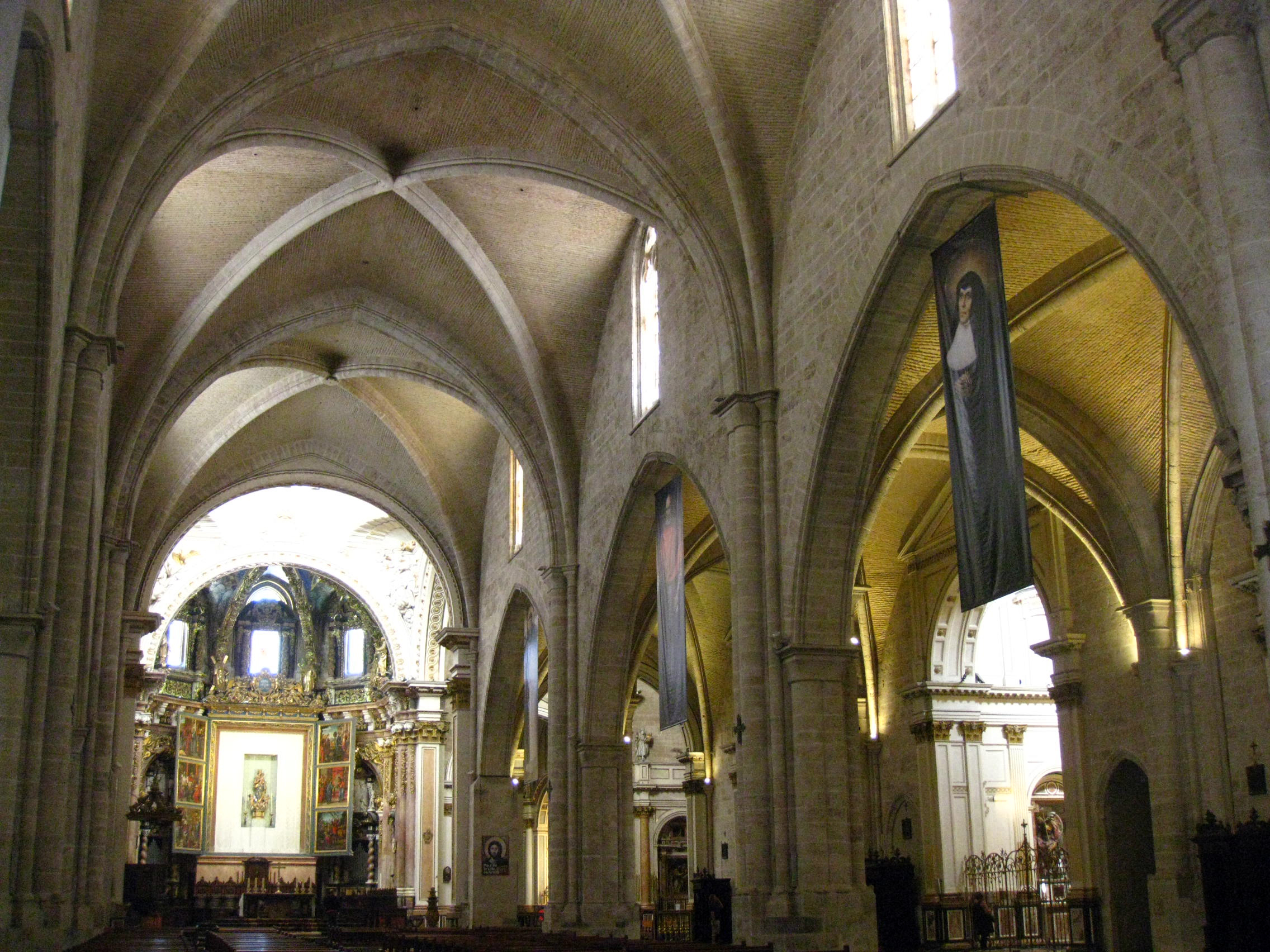

Abans d'aquesta convocatòria i poc després de concloure les corts de Montsó, estant l'infant Joan a Morella, convoca corts per al 4 de juny de 1436, per a celebrar-les a la mateixa Morella, però el termini expira. Torna a convocar-les per al 16 d'agost, per a reunir-les a la ciutat de València, i torna a expirar el termini. La reunió de les corts d'Alcanyís, clausurades el 5 d'octubre, i les negociacions de pau amb Castella que es formalitzaren al setembre, impossibiliten que l'infant Joan presidís les corts valencianes abans d'acabat 1436.
En el discurs d'obertura llegit el 21 de febrer, l'infant Joan indica que aquestes corts es convoquen perquè Alfons V d'Aragó necessita urgentment fons per a prosseguir les accions a Itàlia, i a canvi es compromet a reformar la justícia i l'ordre del regne. Els braços, per la seva part, qüestionen la legitimitat de l'infant per a convocar les corts. En aquesta situació, l'infant Joan prorroga les corts, i sols les torna a convocar per a jurar el furs, moment en què els braços, tot i mantenir la protesta d'il·legalitat, accepten continuar l'assemblea atenent l'absència del rei.
El 24 d'abril es nomenen els tractadors, tant de la part reial com dels braços, de la comissió encarregada de revisar el greuges. Els dies 13 de maig i 1 de juny els braços presenten els seus quaderns de greuges, però una disputa interna en el braç militar paralitza la revisió, fins al 14 de juny, quan pressionats pels representants reials, de forma unànime, permeten la revisió. En la sessió de 8 de juliol, els braços nomenen els membres de la comissió de greuges, que junt a la representació reial, comencen a tractar cada un dels greuges que abans havien estat admesos.
El 20 d'agost de 1437, les corts accepten avançar una ajuda, en forma de préstec, de 30.000 florins, a condició que l'infant resolgui un greuge relatiu a les inquisicions dels oficials (que es farà efectiu el 20 de setembre), es comprometi a continuar l'assemblea fins a la provisió dels greuges i no admeti altres peticions.
El 7 de gener de 1438 arriba una comissió enviada pel rei demanat que es tractés primer el donatiu, per la seva urgència, i després el greuges. Així es fa el 6 de juny, quan és aprovat un donatiu de 106.000 florins, a condició que la provisió de greuges es faci en tres mesos.
Aquestes corts van cloure l'11 d'agost de 1438, però tant la comissió dels greuges com l'encarregada de la “reparació e redreçament del dit general e encara de la quema”, creada en les darreres sessions de les corts, continuen actives un temps més. Una conseqüència dels treballs de la comissió que tracta la reforma de la Diputació del General són les Ordinacions de la Diputació de 1439 sobre millores en les eleccions dels oficials.
En aquestes corts no s'aproven nous furs, però la resolució dels greuges permet apreciar un reforçament del braç militar, amb una sèrie de mesures molt beneficioses: llicència per a recaptar cises, nous privilegis d'immunitat, franquícies, exempció d'imposts, permís per alienar llocs del patrimoni reial i ocupacions en serveis militars.